# Uberballs
Uberballs (Eigenschreibweise UBERBALLS) ist eine Heavy-Metal-/Punk-Rock-Gruppe aus dem Schweizer Kanton Aargau.

## Bandgeschichte
Im Jahr 2000 wurde die Band, die zur damaligen Zeit noch «Tumblin Dice» hiess, von Michael Buchser alias «iivel» (Lead-Gitarre), Pietro Angeloni alias «Tempomat» (Schlagzeug), Beat Hüppin alias «Krassist» (Bass) und Denise Phyl Alias «Deux» (Gesang), gegründet. Nachdem 2003 die erste CD, Decision, in Eigenregie produziert und vertrieben wurde, begann die Band, überregional Konzerte zu geben.
2007 erschien das Debütalbum Freeride unter dem Label ESP Turicaphon und die Band ging auf Tournee, die All Freaks Tour. Trotz Auftritten im In- und Ausland entschied sich Sänger Denise Phyl im Jahr 2011, die Band zu verlassen.
Im Jahr 2012 übernahm Michael Utz (Gesang, Gitarre) anstelle von Phyl den Posten als Sänger ein und wirkte schon an der, noch im selben Jahr erschienenen EP No Hit Wonder, mit. Aufgrund eines stilistischen Wechsels entschied sich die Band, sich von Tumblin Dice in Uberballs umzubenennen. Offiziell stand der Name aber erst bei der darauffolgenden Produktion fest.
Im Jahr 2014 wurde das Doppelalbum Warning Contains Nuts veröffentlicht, das durch Fontastix vertrieben wurde. Das aus einer Haupt-CD und einer, speziell für den japanischen Markt konzipierten, Japan-Bonus-CD, bestehende Album, wurde auf Wunsch der Band ausschliesslich von Michael Buchser und Michael Utz produziert. Zu dem Album wurde ein Musikvideo produziert, das bei Musicnight SRF / Selection Musik in die Rotation aufgenommen wurde.
Kurz nach der Veröffentlichung des Doppelalbums entschied sich der Bassist Beat Hüppin, die Band zu verlassen, um sich mehr seiner Karriere als Schriftsteller widmen zu können. Um mehrere geplante Auftritte nicht absagen zu müssen, entwickelte die Band eine spezielle elektronische Schaltung, die es den Gitarristen ermöglichte, den Bassverstärker per Pedal anzusteuern. Dadurch wurde kein Bassist mehr benötigt. Dies etablierte sich als zusätzliches besonderes Merkmal der Band. Im Jahr 2015 entstand die Single The Urge. Nach dieser Produktion entschied sich Schlagzeuger Pietro Angeloni im Jahr 2016, die Band zu verlassen. Es folgte eine künstlerische Pause, bei der dennoch Ideen für neue Songs entstanden. 2018 stieg L. T. alias «LouStick», ein aus der Jugendzeit bekannter Kollege, als Schlagzeuger in die Band ein.
Daraufhin entstand 2019 die EP Live Love Divide. Die Songs basieren auf gemeinsamen Ideen und sind dadurch stilistisch sehr abwechslungsreich. Diese Vielseitigkeit und die zurückgewonnene kraftvolle Form prägten die EP Polarizer, die Ende 2019 bis Anfang 2020 entstand.

## Diskografie

### Alben und EPs

#### Als Tumblin Dice
- 2007: Freeride (ESP Turicaphon)[1][2]

#### Als Uberballs
- 2014: Warning Contains Nuts (iMD / Fontastix)[3]
- 2019: Live Love Divide (iMD-ÜBERrecords)[4]
- 2020: Polarizer (iMD-ÜBERrecords)[4]

### Singles (Auswahl)
- 2013: Alice[5]
- 2015: The Urge[6]
- 2021: Impending Transition (iMD-ÜBERrecords)[6]
- 2022: Traffic 2.0 (iMD-ÜBERrecords)[6]